# Atlas (schip, 1965)
De Atlas was een kraanponton van Brown & Root en Heerema. Het werd in 1965 bij de RDM gebouwd. Het ontwerp was gebaseerd op het grootste ponton van Brown & Root tot dan toe, de Foster Parker. Hierop moest een kraan van American Hoist geplaatst worden met een capaciteit van 500 shortton, maar de trein die deze kraan vervoerde in de Verenigde Staten kreeg een ongeval, wat de levering vertraagde. Daarop werd een bok geplaatst van 1100 shortton om zo de eerste opdrachten uit te kunnen voeren. Tijdens het hijsen van een dek voor Conoco 1 faalde de hijsmotor van een van de hijsblokken en kwam de last scheef te hangen. Onderweg naar de Humber sloeg de last door het slechte weer tegen de bok die daardoor zwaar beschadigde. Daarop werd in 1966 alsnog de kraan geplaatst bij RDM. Na de ramp met de Sea Gem bevestigde dit het beeld van het Ministry of Power dat er weinig duidelijkheid was op veiligheidsgebied offshore.
De kraan van de Atlas was op dat moment de grootste en Brown & Root wist met zijn pontons een dominante positie op te bouwen in de vroege dagen van de Noordzee-olievelden.
In 1976 werd het ponton verbreed en verlengd bij Hyundai Heavy Industries. Het jaar daarop werd bij RDM op de Atlas I een nieuwe Clyde-kraan geplaatst van 2000 shortton vast en 1600 shortton zwenkend.
Voor de installatie van de guyed tower Lena van Exxon in 1983 werd de Atlas I uitgerust met een dynamisch positioneringssysteem.
Het ponton werd daarna overgenomen door McDermott waar het McDermott Derrick Barge No. 31 genoemd werd.